# Supernova tipus II

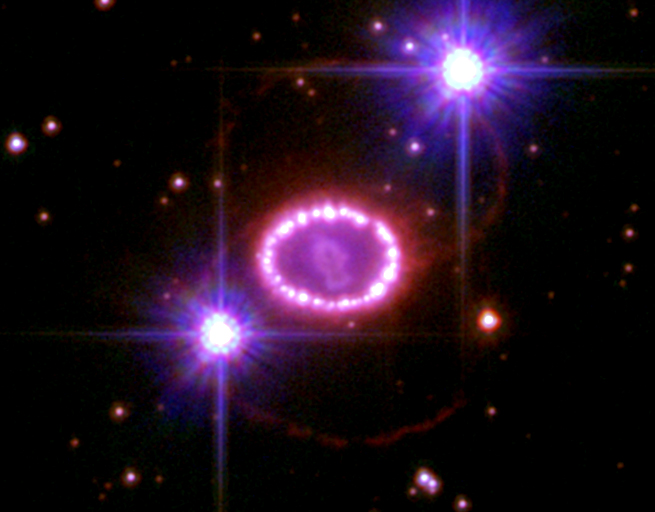
El romanent en expansió de SN 1987A, un tipus peculiar II supernova al Gran Núvol de Magallanes. Imatge de la NASA.

Una supernova tipus II o SNII resulta del ràpid col·lapse i l'explosió violenta d'una estrella massiva. Una estrella ha de tenir almenys vuit vegades, però no més de 40 a 50 vegades, la massa del Sol (M☉) per patir aquest tipus d'explosió. Les supernoves  tipus II es distingeixen d'altres tipus de supernoves per la presència d'hidrogen en els seus espectres. Normalment s'observen als braços espirals de les galàxies i a les regions H II, però no a les galàxies el·líptiques; aquests estan formats generalment per estrelles més velles i de poca massa, amb poques de les estrelles joves i molt massives necessàries per provocar una supernova.
Les estrelles generen energia mitjançant la fusió nuclear d'elements. A diferència del Sol, les estrelles massives posseeixen la massa necessària per fusionar elements que tenen una massa atòmica més gran que l'hidrogen i l'heli, encara que a temperatures i pressions cada cop més altes, provocant una vida estel·lar corresponentment més curta. La pressió de degeneració dels electrons i l'energia generada per aquestes reaccions de fusió són suficients per contrarestar la força de la gravetat i evitar que l'estrella es col·lapsi, mantenint l'equilibri estel·lar. L'estrella fusiona elements de massa cada cop més elevada, començant per l'hidrogen i després per l'heli, avançant a través de la taula periòdica fins que es produeix un nucli de ferro i níquel. La fusió de ferro o níquel no produeix una sortida d'energia neta, de manera que no es pot produir cap fusió més, deixant el nucli de níquel-ferro inert. A causa de la manca de producció d'energia que crea pressió tèrmica cap a l'exterior, el nucli es contrau a causa de la gravetat fins que el pes superior de l'estrella es pot suportar en gran part per la pressió de degeneració electrònica.
Quan la massa compactada del nucli inert supera el límit de Chandrasekhar d'uns 1.4 M☉, la degeneració electrònica ja no és suficient per contrarestar la compressió gravitatòria. Una implosió cataclísmica del nucli té lloc en qüestió de segons. Sense el suport del nucli intern ara implotat, el nucli exterior s'enfonsa cap a l'interior sota la gravetat i arriba a una velocitat de fins al 23% de la velocitat de la llum, i la compressió sobtada augmenta la temperatura del nucli interior fins a 100. mil milions de kelvins. Els neutrons i neutrins es formen mitjançant una desintegració beta inversa, alliberant uns 1046 Joules (100 foe) en una ràfega de deu segons. El col·lapse del nucli intern s'atura per la força nuclear repulsiva i la degeneració dels neutrons, fent que la implosió reboti i reboti cap a l'exterior. L'energia d'aquesta ona de xoc en expansió és suficient per interrompre el material estel·lar superposat i accelerar-lo fins a la velocitat d'escapament, formant una explosió de supernova. L'ona de xoc i la temperatura i la pressió extremadament altes es dissipen ràpidament, però estan presents durant el temps suficient per permetre un breu període durant el qual es produeix la producció d'elements més pesats que el ferro. Depenent de la massa inicial de l'estrella, les restes del nucli formen una estrella de neutrons o un forat negre. A causa del mecanisme subjacent, la supernova resultant també es descriu com una supernova de col·lapse del nucli.
Hi ha diverses categories d'explosions de supernoves tipus II, que es classifiquen en funció de la corba de llum resultant —un gràfic de lluminositat en funció del temps— després de l'explosió. Les supernoves tipus II-L mostren un descens constant (lineal) de la corba de llum després de l'explosió, mentre que el tipus II-P mostren un període de descens més lent (un altiplà) en la seva corba de llum seguit d'una decadència normal. Les supernoves de tipus Ib i Ic són un tipus de supernova de col·lapse del nucli per a una estrella massiva que ha perdut la seva embolcall exterior d'hidrogen i (per al tipus Ic) heli. Com a resultat, sembla que no tenen aquests elements.

## Formació
Les estrelles molt més massives que el sol evolucionen de maneres complexes. Al nucli de l'estrella, l'hidrogen es fusiona en heli, alliberant energia tèrmica que escalfa el nucli de l'estrella i proporciona una pressió exterior que suporta les capes de l'estrella contra el col·lapse, una situació coneguda com a equilibri estel·lar o hidroestàtic. L'heli produït al nucli s'hi acumula. Les temperatures al nucli encara no són prou altes com per fer que es fusioni. Finalment, a mesura que s'esgota l'hidrogen del nucli, la fusió comença a disminuir i la gravetat fa que el nucli es contrau. Aquesta contracció augmenta la temperatura prou per permetre una fase més curta de fusió d'heli, que produeix carboni i oxigen, i representa menys del 10% de la vida total de l'estrella.
En estrelles de menys de vuit masses solars, el carboni produït per la fusió d'heli no es fusiona i l'estrella es refreda gradualment fins a convertir-se en una nana blanca. Si acumulen més massa d'una altra estrella, o d'alguna altra font, poden convertir-se en supernoves de tipus Ia. Però una estrella molt més gran és prou massiva per continuar la fusió més enllà d'aquest punt.
Els nuclis d'aquestes estrelles massives creen directament temperatures i pressions necessàries per fer que el carboni del nucli comenci a fusionar-se quan l'estrella es contrau al final de l'etapa de combustió d'heli. El nucli es torna gradualment en capes com una ceba, a mesura que s'acumulen nuclis atòmics progressivament més pesats al centre, amb una capa més externa d'hidrogen gasós, envoltant una capa d'hidrogen que es fusiona en heli, envoltant una capa d'heli que es fusiona en carboni mitjançant el procés triple-alfa, capes circumdants que es fusionen amb elements progressivament més pesats. A mesura que una estrella evoluciona, aquesta massiva experimenta etapes repetides on la fusió al nucli s'atura i el nucli es col·lapsa fins que la pressió i la temperatura són suficients per començar la següent etapa de fusió, tornant a encendre per aturar el col·lapse.

## Col·lapse del nucli

Dins d'una estrella massiva i evolucionada (a) les closques d'elements en capes de ceba es fusionen, formant un nucli de níquel-ferro; (b) que arriba a la massa de Chandrasekhar i comença a col·lapsar-se. (c) La part interna del nucli es comprimeix en neutrons, (d) fent que el material que cau reboti i formi un front de xoc que es propaga cap a l'exterior (vermell). (e) El xoc comença a estancar-se, però es torna a revigorar per la interacció dels neutrins. (f) El material circumdant s'esborra, deixant només una resta degenerada.

El factor que limita aquest procés és la quantitat d'energia que s'allibera mitjançant la fusió, que depèn de l'energia d'unió que manté units aquests nuclis atòmics. Cada pas addicional produeix nuclis progressivament més pesats, que alliberen progressivament menys energia quan es fusionen. A més, a partir de la crema de carboni, la pèrdua d'energia a través de la producció de neutrins esdevé significativa, donant lloc a una velocitat de reacció més alta que la que tindria lloc d'una altra manera. Això continua fins que es produeix níquel-56, que es desintegra de manera radioactiva en cobalt-56 i després ferro-56 en el transcurs d'uns mesos. Com que el ferro i el níquel tenen l'energia d'unió per nucleó més alta de tots els elements, l'energia no es pot produir al nucli per fusió, i creix un nucli de níquel-ferro. Aquest nucli està sota una gran pressió gravitatòria. Com que no hi ha fusió per augmentar encara més la temperatura de l'estrella per suportar-la contra el col·lapse, només està suportada per la pressió de degeneració dels electrons. En aquest estat, la matèria és tan densa que una compactació addicional requeriria que els electrons ocupessin els mateixos estats d'energia. Tanmateix, això està prohibit per a partícules de fermions idèntiques, com l'electró, un fenomen anomenat principi d'exclusió de Pauli.

## Supernoves tipus IIn
La "n" denota estreta, que indica la presència de línies d'emissió d'hidrogen d'amplada estreta o intermèdia en els espectres. En el cas d'amplada intermèdia, l'expulsió de l'explosió pot estar interactuant fortament amb el gas al voltant de l'estrella, el medi circumstel·lar. La densitat circumstel·lar estimada necessària per explicar les propietats observacionals és molt superior a l'esperada de la teoria estàndard de l'evolució estel·lar. En general s'assumeix que l'alta densitat circumstel·lar es deu a les altes taxes de pèrdua de massa del tipus IIn els progenitors. Les taxes de pèrdua de massa estimades solen ser superiors a 10−3 M☉ per any. Hi ha indicis que s'originen com a estrelles similars a variables blaves lluminoses amb grans pèrdues de massa abans d'explotar. SN 1998S i SN 2005gl són exemples de tipus IIen les supernoves; SN 2006gy, una supernova extremadament energètica, pot ser un altre exemple.

## Supernoves tipus IIb
Un tipus La supernova IIb té una línia d'hidrogen feble en el seu espectre inicial, per això es classifica com a tipus. II. Tanmateix, més tard, l'emissió d'H es torna indetectable, i també hi ha un segon pic a la corba de llum que té un espectre que s'assembla més a una supernova tipus Ib. El progenitor podria haver estat una estrella massiva que va expulsar la majoria de les seves capes exteriors, o una que va perdre la major part de la seva embolcall d'hidrogen a causa de les interaccions amb un company en un sistema binari, deixant enrere el nucli que consistia gairebé completament en heli. Com l'expulsió d'un tipus IIb s'expandeix, la capa d'hidrogen es torna ràpidament més transparent i revela les capes més profundes. L'exemple clàssic d'una supernova tipus IIb és SN 1993J, mentre que un altre exemple és Cassiopea A. La classe IIb va ser introduïda per primera vegada (com a concepte teòric) per Woosley et al. el 1987, i la classe aviat es va aplicar a SN 1987K i SN 1993J.